# Nižná Šebastová (przystanek kolejowy)
Nižná Šebastová – przystanek kolejowy w Preszowie w powiecie Preszów w kraju preszowskim na Słowacji.